# Prothèse (linguistique)
Pour les articles homonymes, voir Prothèse.
Ne doit pas être confondu avec Prothèse (stylistique).
En linguistique, le terme prothèse (issu du latin prosthesis ou prothesis de même sens, depuis le grec ancien πρόθεσις / próthesis, « action de placer devant »), pris à la rhétorique, désigne une modification phonétique qui consiste en l’ajout d’un phone (son) non étymologique au début d’un mot, en général pour faciliter son articulation,,,,,,,.

## Dans l’histoire de la langue
Du point de vue de la phonétique historique, la prothèse est un changement qui peut se produire au cours de l’évolution de mots d’une langue mère à une langue fille. Par exemple, les groupes de consonnes [sp], [st] et [sk] initiales de mots latins ont reçu dans certaines langues romanes (espagnol, français, portugais, 
catalan, occitan), un [e] prothétique. En français, le [s] est tombé dans certains cas : (la) spiritus > (es) espíritu, (fr) esprit ; stella > estrella, étoile ; schola > escuela, école, spatula(m) > (fr) épaule, scutu(m) > écu.
Si dans les langues romanes il y a eu généralement prothèse d’une voyelle devant une consonne, dans certaines langues slaves il s’est produit des prothèses de consonnes devant une voyelle. Selon certains linguistes, en proto-slave, le mot « pomme » avait pour correspondant ablъko. En russe, en polonais et dans le BCMS (bosnien, croate, monténégrin et serbe), ce mot a subi la prothèse du [j] : (ru) яблоко iabloko, (pl) jabłko, BCMS jabuka, vs (bg) абълка abalka, langue dans laquelle il n’y a pas eu cette prothèse,,.
La prothèse d’une autre consonne, [v], s’est produite en russe, par exemple dans le mot восемь vosem’ « huit », vs (bg) 'осъм' osam. Cette prothèse est plus fréquente en biélorusse : вока voka (vs (ru) oко) « œil », вуха [vuxa] (vs (ru) ухо « oreille »).
En aroumain est fréquente, quoique non pas générale ni caractéristique pour toutes les variétés régionales, la prothèse de [a], surtout devant [r] : arău (vs roumain rău) « mauvais », aratsi (vs (ro) rece) « froid », arădătsină (vs (ro) rădăcină) « racine », etc.. C’est d’ailleurs l’explication du a au début du nom de cette langue.
Il y a prothèse également dans certaines langues lors du processus d’intégration d’emprunts lexicaux. En basque, par exemple, il existe une prothèse comme en aroumain, celle de [a] devant le [r] initial d’emprunts d’origine latine et romane.
Le hongrois a gardé, à une certaine étape de son évolution, l’intolérance de la langue originaire finno-ougrienne aux groupes de consonnes initiales de mot : c’est pourquoi, dans les emprunts relativement anciens, il s’est produit la prothèse d’une voyelle devant ceux-ci : vieux slave dvor > udvar « cour », (la) schola> iskola « école ».

## Dans la langue actuelle
Il y a des variantes de mots avec et sans prothèse qui coexistent dans la langue. Parfois les deux sont présentes dans sa variété standard, par exemple en roumain, les variantes de certains pronoms personnels et réfléchis compléments atones : îmi vs mi-, -mi « me » (complément d’objet indirect), îți vs ți-, -ți « te » (COI), își vs și-, -și « se » (COI), îl vs l-, -l (complément d’objet direct) (prothèse de î [ɨ]).
Dans le registre familier du hongrois il y a des prénoms diminutivés avec et sans prothèse, ex. István « Étienne » > Isti > Pisti, Anna > Anni > Panna / Panni, András « André » > Andi – Bandi.
D’autres variantes sont distribuées entre la variété standard et des variétés non standard, par exemple régionales, de registre populaire, de registre familier ou individuelles. Telles sont en roumain alămâie vs lămâie « citron », amiroase vs miroase « cela sent » (odeur), zbici vs bici « fouet », scoborî vs coborî « descendre ».
Dans des dialectes méridionaux du russe on rencontre la prothèse de [i], ex. ишла ichla vs шла chla « elle allait ».
À part le [j] prothétique ancien et standard dans la langue actuelle, dans des dialectes croates il y a des mots avec cette prothèse en opposition avec leurs correspondants sans prothèse dans le standard, ex. jopet vs opet « de nouveau »,.
La prothèse peut aussi être individuelle dans la parole courante, le mot n’étant pas isolé, mais intégré dans la chaîne parlée. Un exemple en est, en anglais, left turn « virage à gauche », prononcé [əleft təːn], avec prothèse de [ə] au mot left.
En tant que figure de style, la prothèse apparaît dans des mots non standard, chez des écrivains qui cherchent à rendre une atmosphère populaire urbaine ou rurale, par exemple. De même, dans les journaux on peut remarquer des prothèses qu’on peut appeler contextuelles, dans des titres d’articles, lorsqu’on remplace dans un syntagme figé un mot par un autre, ayant un sens différent, dont il diffère seulement par le son initial, ex. (hr) Zodijački mrak, littéralement « obscurité zodiacale », avec mrak « obscurité » au lieu de rak « cancer ».

## Sources bibliographiques
- (hu) A. Jászó, Anna (dir.), A magyar nyelv könyve [« Le livre de la langue hongroise »], 8e édition, Budapest, Trezor, 2007,  (ISBN 978-963-8144-19-5) (consulté le 28 septembre 2019)
- (hr) Bagić, Krešimir, « Od figure do kulture – PROTEZA, EPENTEZA, PARAGOGA. Produživanje riječi » [« De la figure à la culture – prothèse, épenthèse, paragoge. Allongement des mots »], Vijenac, no 421, 22 avril 2010 (consulté le 28 septembre 2019)
- (ro) Bidu-Vrănceanu, Angela et al., Dicționar general de științe. Științe ale limbii [« Dictionnaire général des sciences. Sciences de la langue »], Bucarest, Editura științifică, 1997  (ISBN 973-440229-3) (consulté le 28 septembre 2019)
- (en) Bussmann, Hadumod (dir.), Dictionary of Language and Linguistics [« Dictionnaire de la langue et de la linguistique »], Londres – New York, Routledge, 1998,  (ISBN 0-203-98005-0) (consulté le 28 septembre 2019)
- (ro) Capidan, Theodor, Aromânii. Dialectul aromân. Studiu lingvistic [« Les Aroumains. Le dialecte aroumain. Étude linguistique »], Bucarest, Monitorul Oficial și Imprimeriile Statului, Imprimeria Națională, 1932 (consulté le 28 septembre 2019)
- (ro) Constantinescu-Dobridor, Gheorghe, Dicționar de termeni lingvistici [« Dictionnaire de termes linguistiques »], Bucarest, Teora, 1998 ; en ligne : Dexonline (consulté le 28 septembre 2019)
- (en) Crystal, David, A Dictionary of Linguistics and Phonetics [« Dictionnaire de linguistique et de phonétique »], 4e édition, Blackwell Publishing, 2008  (ISBN 978-1-4051-5296-9) (consulté le 15 avril 2023)
- Dubois, Jean et al., Dictionnaire de linguistique, Paris, Larousse-Bordas/VUEF, 2002 (consulté le 15 avril 2023)
- (ru) Iartseva, V. N. (dir.), Лингвистический энциклопедический словарь [« Dictionnaire encyclopédique de linguistique »], Moscou, Sovietskaia Entsiklopedia, 1990 (consulté le 28 septembre 2019)
- (hr) Ladan, Tomislav (dir.), Hrvatski obiteljski leksikon [« Lexicon familial croate »], Zagreb, Leksikografski zavod Miroslav Krleža et EPH, 2005,  (ISBN 953-6748-16-9) ; en ligne : enciklopedija.lzmk.hr (consulté le 28 septembre 2019)
- (de) Meyer-Lübke, Wilhelm, « Das Baskische » [« Le basque »], Germanisch-romanische Monatschrift, 4e année, no  11, 1924
- (hu) Szathmári, István (dir.), Alakzatlexikon. A retorikai és stilisztikai alakzatok kézikönyve [« Lexicon des figures. Guide des figures rhétoriques et stylistiques), Budapest, Tinta, 2008 (consulté le 15 avril 2023)